# 4 Pułk Strzelców (Imperium Rosyjskie)
4 pułk strzelców (ros. 4-й стрелковый полк) – pułk piechoty okresu Imperium Rosyjskiego.

## Charakterystyka
Sformowany w 1839. Stacjonował między innymi w m. Łódź.

 W przededniu I wojny światowej pułk etatowo posiadał dwa bataliony po cztery kompanie oraz kompanię tyłową. Kompania piechoty czasu wojny liczyła około 240 żołnierzy i 4–5 oficerów. Na szczeblu pułku występował także pododdział karabinów maszynowych (8 km), łączności (w tym 14 konnych gońców i 21 telefonistów) i zwiadowczy (64 zwiadowców, w tym 4 kolarzy).

## Podporządkowanie
Lipiec 1914:
- 14 Korpus Armijny – Lublin
  - 1 Brygada Strzelców – Łódź
    - 4 pułk strzelców – Łódź